# Dallången
Dallången är en sjö i Olofströms kommun i Blekinge och ingår i Skräbeåns huvudavrinningsområde. Sjön är 6,5 meter djup, har en yta på 0,08 kvadratkilometer och är belägen 133,6 meter över havet. Vid provfiske har abborre, gädda och mört fångats i sjön.